# Cybaeus angustiarum
Espèce
Cybaeus angustiarum est une espèce d'araignées aranéomorphes de la famille des Cybaeidae.

## Distribution
Cette espèce se rencontre en Europe.

## Description
Les mâles mesurent de 6 à 10 mm et les femelles de 6 à 10 mm.

## Publication originale
- L. Koch, 1868 : Die Arachnidengattungen Amaurobius, Coelotes and Cybaeus. Abhandlungen der Naturhistorischen Gesellschaft zu Nürnberg, vol. 4, p. 1-52 (texte intégral).